# 黄口镇 (永城市)
黄口乡，是中华人民共和国河南省商丘市永城市下辖的一个乡镇级行政单位。

## 行政区划
黄口乡下辖以下地区：
黄口村、丁楼村、闫王庄村、老家村、大寨村、许庄村、当庄村、胡庄村、木楼村、田庄村、成庄村、曹楼村、陈楼村、道庄村、顿桥村、赵楼村、大刘庄村、白庄村、何桥村和平楼村。